# Newton Tornaghi
Newton Tornaghi (Rio de Janeiro, 1913) foi um militar brasileiro, que ocupou interinamente o cargo de ministro dos Transportes em julho de 1965.

## Biografia
Nascido na cidade do Rio de Janeiro, em 1913, tornou-se oficial hidrógrado da Marinha do Brasil na 5a. turma de 1938, quando ocupava o posto de primeiro-tenente..
Quando ocupou o cargo de ministro imterimo dos transportes, já ocupava o posto de almirante da reserva. 